# پانی-له-گوئن
پانی-له-گوئن (به فرانسوی: Pagny-lès-Goin) یک کمون در فرانسه است که در Canton of Verny واقع شده‌است.

## خصوصیات
پانی-له-گوئن ۵٫۱۷ کیلومترمربع مساحت و ۱۶۳ نفر جمعیت دارد و ۲۲۰ متر بالاتر از سطح دریا واقع شده‌است.